# Publicidade de cigarros
A publicidade de cigarros há muito vem sendo paulatinamente combatida, desde que os estudos que indicavam os malefícios do tabagismo começaram a ganhar destaque. Atualmente, a indústria do tabaco não pode mais patrocinar eventos culturais e esportivos e a venda de cigarros a menores de 18 anos é proibida.

## Celebridades
Segue abaixo uma relação de celebridades que figuraram em comerciais de cigarros.
| Celebridade              | Cigarro             | Campanha                                  | Ano  |
| ------------------------ | ------------------- | ----------------------------------------- | ---- |
| Gérson de Oliveira Nunes | Cigarro Vila Rica   | "Gosto de levar vantagem em tudo, certo?" | ???  |
| Pedro Aguinaga           | Cigarros Chanceller | "O fino que satisfaz"                     | 1976 |
| Wayne McLaren            | Marlboro            | ????                                      | ???? |